# Horizontes Pokémon
La Serie Horizontes Pokémon (Pokémon Horizons: The Series en inglés), conocida en Japón como Pocket Monsters: Liko and Roy's Departure, es una serie animada de Pokémon, así como la vigésima sexta temporada en general de la franquicia.
Se estrenó en Japón en TV Tokyo el 14 de abril de 2023 y Netflix lo distribuye a nivel mundial desde el 7 de marzo de 2024.
Está nuevamente animada por el estudio OLM, y dirigida por Saori Den, con Daiki Tomiyasu como director creativo, Tetsuo Yajima como director de acción, Dai Satō. como supervisor de guion, Rei Yamazaki como diseñador de personajes, Conisch como compositor musical y Naotsugu Uchida y Akane Yamago reemplazando a Ryōko Nashimoto como editor de sonido. Junichi Masuda y Ken Sugimori ya no están acreditados como creadores.
A diferencia de series anteriores, que presentaba a Ash Ketchum como protagonista principal, esta serie está protagonizada por dos nuevos jóvenes entrenadores, Liko y Rod, quienes forman equipo con los Aeronautas del Placaje Eléctrico (Tacleada de Voltionautas en Hispanoamérica), un grupo de aventureros que exploran el mundo Pokémon y visitan varias regiones, incluida la región de Paldea, introducida en Escarlata y Púrpura. Mientras lo hacen, son perseguidos por los Exploradores, una misteriosa organización que busca apoderarse del colgante de Liko por razones desconocidas.

## Episodios
- Temporada 26: La Serie Horizontes Pokémon (14 de abril de 2023 - 29 de marzo de 2024)
- Temporada 27: La Temporada 2 de Horizontes Pokémon: En busca de Laqua (12 de abril de 2024 - en emisión)

### Arcos
- Pokémon: La partida de Liko y Roy
- Pokémon: El resplandor de Terapagos
- Pokémon: Debut de la teracristalización
- Pokémon: El ascenso de Rayquaza

## Música
Los temas de apertura son "Heart-Pounding Diary" (Dokimeki Daiarī) de Asmi y Chinozo, "Halo" de Yama y BotchiBoromaru; y "Will" de Ive.
Los temas finales son "RVR: Rising Volt Tacklers' Rap" (. RVR〜Rising Volt Tacklers' Rap〜, RVR: Raijingu Borutekkāzu Rappu), una canción nterpretada por Minori Suzuki como Liko y Yuka Terasaki como Roy, y "Let Me Battle" de 9Lana.
El tema de apertura en inglés es "Becoming". Me" de Ed Goldfarb y Haven Paschall, con una versión instrumental como tema final.

## Lanzamiento
| País/Territorio | Fecha de estreno      | Cadena(s)                | Ref.        |
| --------------- | --------------------- | ------------------------ | ----------- |
| Japón           | 14 de abril de 2023   | TV Tokyo                 | [ 4 ]       |
| Canadá          | 2 de marzo de 2024    | Cartoon Network Télétoon | [ 5 ]       |
| Estados Unidos  | 7 de marzo de 2024    | Netflix                  | [ 6 ]       |
| Hispanoamérica  | 7 de marzo de 2024    | Netflix                  | [ 7 ] [ 8 ] |
| España          | 26 de febrero de 2024 | Boing                    | [ 9 ]       |

## Otros medios

### Manga
La Serie Horizontes Pokémon cuenta con una adaptación al manga escrito y dibujado por Kei Yamadaka, llamada Pocket Monsters, comenzó a publicarse desde el mes de abril de 2023 a través de la revista Coro Coro Comic y cuenta las aventuras de Liko y Roy/Rod por el mundo Pokémon.
Otra adaptación a manga, titulada Pocket Monsters: Liko no Takaramono, se publicó el mes de mayo de 2023 a través de la revista Ciào.